# Shiho Tanaka (judo)
Pour les articles homonymes, voir Tanaka.
Shiho Tanaka (田中志穂, Tanaka Shiho), née le 29 juin 1998, est une judokate japonaise.

## Palmarès

### Compétitions internationales
| Année | Compétition           | Lieu      | Résultat | Catégorie         |
| ----- | --------------------- | --------- | -------- | ----------------- |
| 2018  | Jeux asiatiques       | Jakarta   | 1re      | Par équipes mixte |
| 2019  | Championnats d'Asie   | Fujaïrah  | 1re      | Moins de 70 kg    |
| 2023  | Jeux asiatiques       | Hangzhou  | 1re      | Moins de 70 kg    |
| 2023  | Jeux asiatiques       | Hangzhou  | 1re      | Par équipes mixte |
| 2024  | Championnats du monde | Abou Dabi | 3e       | Moins de 70 kg    |
| 2024  | Championnats du monde | Abou Dabi | 1re      | Par équipes mixte |

### Masters mondial, Tournois Grand Chelem et Grand Prix
| Année | Compétition  | Lieu           | Résultat | Catégorie      |
| ----- | ------------ | -------------- | -------- | -------------- |
| 2017  | Grand Chelem | Tokyo          | 3e       | Moins de 70 kg |
| 2019  | Grand Chelem | Iekaterinbourg | 3e       | Moins de 70 kg |
| 2021  | Grand Chelem | Abou Dhabi     | 2e       | Moins de 70 kg |
| 2022  | Grand Chelem | Tel Aviv       | 1re      | Moins de 70 kg |
| 2023  | Grand Chelem | Oulan-Bator    | 1re      | Moins de 70 kg |
| 2023  | Grand Chelem | Tokyo          | 2e       | Moins de 70 kg |